# Proton (système de paiement)
Pour les articles homonymes, voir Proton (homonymie).
Proton est une ancienne application de porte-monnaie électronique lancée en 1996 en Belgique. Elle est rapidement intégrée aux cartes de débit : il n’existe donc pas de carte de paiement uniquement Proton, sauf au tout début de l'exploitation.
Elle a pour but de remplacer le porte-monnaie classique et est prévue pour payer de petits montants, typiquement inférieurs à 15 €. Les systèmes Moneo français et Chipknip néerlandais ont une grande ressemblance avec ce système.
Dans un premier temps, il faut charger sa carte à partir d’un compte bancaire à n’importe quel distributeur bancaire, ou même dans des cabines téléphoniques. La carte est ensuite débitée chez des commerçants qui ont un terminal prévu à cet effet ; elle peut également servir de carte téléphonique. L’emploi de la carte réduit les temps d’échange de paiement, ainsi que le temps en fin de journée pour faire sa caisse.
Elle ne nécessite pas de mot de passe ou de numéro secret, et en cas de perte, on perd l’argent placé électroniquement sur la carte, d’où une limitation du montant maximal possible à 5 000 francs belges puis 125 € par sécurité.
Si le système Proton ne coûte pas grand-chose au client, le commerçant loue toutefois le terminal approprié, et ne perçoit effectivement la somme de la transaction que quelque temps après celle-ci.
Le système Proton a disparu définitivement le 31 décembre 2014. Le chargement de la carte était encore possible jusqu'au 1er octobre 2014, ce qui a laissé trois mois aux clients pour dépenser le solde avant l'arrêt définitif.
Les consommateurs qui n'auraient pas utilisé l'intégralité du solde chargé pour le 31 décembre 2014 ont pu le récupérer via leur banque de différentes façons, selon Bancontact MisterCash Company.